# Bunodophoron patagonicum
Bunodophoron patagonicum är en lavart som först beskrevs av C. W. Dodge, och fick sitt nu gällande namn av Wedin. Bunodophoron patagonicum ingår i släktet Bunodophoron och familjen Sphaerophoraceae.   Inga underarter finns listade i Catalogue of Life.